# Delta Chat
Delta Chat是一个以电子邮件架构为基础用于即时通信的自由软件，支持几乎所有的移动和桌面操作系统。

## 功能
除了即时通信功能之外，Delta Chat也可以发送图片、联系人、阅后即焚消息、语音消息、位置和任何电子邮件系统支持传送的文件，这些功能也在群聊中可用。由于电子邮件协议的特征，语音和视频通话不被支持。
该软件支持多个设备登录，发送和接收到的消息可在各个设备之间同步，即使是加密的消息，为了做到这一点，加密密钥需要在设备之间由Autocrypt传送。
由于使用电子邮件架构，即使联系人对方不使用Delta Chat也能收到消息或联系发送者。

### 安全性
该软件使用OpenPGP提供端到端加密。密钥对可在初始设定时生成或者导入现有的密钥对。公钥由Autocrypt处理，所有在支持Autocrypt的设备上的消息默认有签名并被端到端加密保护。
端到端加密之外，到邮件服务器的通信是否加密（传输层加密）取决于电子邮件提供者是否支持。
另外，Roskomnadzor曾经联系Delta Chat的开发人员要求提供对用户数据的访问权限，但是由于开发者们手上根本没有这些数据被拒绝。

## 运作资金
该软件没有广告，开发由EU funding提供支持。2019年，开放技术基金会赞助了该项目203,020美元。

## 评价
英文中國郵報指出该软件因为安全原因而提供自动的端到端加密，源代码开放并且“数据不储存在中心服务器上”。小众软件认为Delta Chat是一款“十年前就该有的应用”，有“打败现有的IM”的可能。

## 延伸阅读
- Alan Smithee. . linux.cn. 由LCTT geekpi翻译. 2022-02-12  [2022-10-10]. （原始内容存档于2022-10-10）.